# David Gemmell
David Gemmell, född 1 augusti 1948 i London, död 28 juli 2006, var en brittisk fantasyförfattare.
David Gemmell romandebuterade 1984 med fantasyromanen Legend (Belägringen), om en borg under belägring. Han hade tidigare arbetat som journalist, men blev författare på heltid 1986, efter sin tredje roman Vandraren. David Gemmell blev framförallt känd för sina böcker om landet Drenai, av vilka Belägringen var den första av sammanlagt tolv fristående romaner.
2006 avled Gemmel av komplikationer efter en hjärtoperation.

## Biografi

### De tidiga åren
David Gemmell föddes 1948 i västra London. Hans mor uppfostrade honom ensam tills han var sex år gammal. Han hade en svår uppväxt i en av Londons tuffare områden där han hela tiden utsattes för mobbare och trakasserier av andra ungdomar på grund av hans fars frånvaro. David blev ofta illa skada genom slagsmål och även om han föredrog att läsa böcker så tvingades han att lära sig boxas av sin svärfader som insisterade på att han skulle kunna stå på sig och inte gömma sig eller fly. Denna filosofi genomsyrar mycket av Gemmels senare verk. Som liten skulle han “gett vad som helst” för att stå med Kung Harold II vid Slaget vid Hastings. Som tonåring ville han istället stå med sheriff Will Kane i filmen Sheriffen.
Han blev relegerad från skolan vid sexton års ålder för att ha organiserat ett spelsyndikat och blev även arresterad flera gånger under sin ungdom. Han påstår att en psykologisk utvärdering klassade honom som psykotisk. 
Gemmell inledde sitt arbetsliv som medhjälpare till en lastbilschaufför och utkastare på en nattklubb. Dock såg hans mamma till att han fick komma på intervju på den lokala tidningen och av över hundra ansökande var troligtvis den minst kvalificerade för jobbet. Han fick dock jobbet eftersom intervjuaren misstog hans arroganta framtoning för självförtroende. Han jobbade som journalist på flera lokala tidningar i östra Sussex och slutligen blev slutligen chefredaktör för fem av dem. Han har också frilansat för nationella tidningar som Daily Mail, Daily Mirror, och Daily Express. Gemmell har var gift tidigare och har två barn. Det var under tiden som biträdande redaktör på en av de lokala tidningarna som Gemmel träffade sin andra fru Stella som började på tidningen som reporter. Paret bosatte sig i Hastings på Englands sydöstra kust, där de bodde till David Gemmels död.

### Författarkarriär
Gemmells första försök att skriva en roman var under 1970-talet. Dock var The Man from Miami så dålig att ”den kunde få mjölk att surna på femtio stegs håll” och blev aldrig publicerad. 1976 blev han diagnostiserad med cancer som läkarna befarade vara dödlig och skrev då The Siege of Dros Delnoch som senare blev Legends (Belägringen) för att inte tänkta på sjukdomen och upptänkte då sin ambition att få en roman publicerad innan han dog. Romanen som skrevs på två veckor handlar om en belägring som motstår alla odds vilket är en metafor för hans sjukdom: fortet i berättelsens mittpunkt är Gemmell och invaderarna var hans cancer. Han lämnar slutet i boken öppen eftersom han planerade att låta fortet falla eller stå kvar beroende av hans egen utgång. När Gemmell fick senare veta att han blivit feldiagnostiserad lät han The Siege of Dros Delnoch ligga till 1980 då en vän till honom läste manuskriptet och övertygade Gemmell att vässa till romanen och ge den en chans till för publikation. Romanen blev godkänd  1982 och publicerades under titeln Legend, vilket blev en stor succé. Gemmell säger att trots att boken har ”alla misstag man kan vänta sig av en första novell” så var skrivandet Belägringen en gyllene tid hans liv, vilket gör den till hans favorit. Gemmell säger att han skulle ha kunnat ”skriva den bättre” efter ha blivit en etablerad författare, men att bokens ”hjärta” inte skulle förbättras även om hans skrivteknik blivit bättre. Gemmells journalistkarriär överlappade hans författarkarriär till och med Gemmells tredje roman; Vandraren (Waylander 1986). Dock fick han sparken från sitt arbete för att ha använd kollegers namn till karaktärer i boken. Gemmell sa senare att hans chef hade betraktat som en ”giftig attack på hans personliga integritet”. Han blev efter Vandraren författare på heltid med över 30 romaner, varav en del i omfattande serier och andra som enskilda verk, på sitt samvete. De flesta av hans verk var inom fantasygenren. White Knight, Black Swan var en kriminalroman skriven under pseudonymen Ross Harding och den enda av Gemmells romaner som inte blev en bästsäljare. Hans sista tre romaner var historisk fiction. Gemmells böcker har sålts i över en miljon exemplar. Två av Gemmells böcker har även blivit seriealbum. 

### De senare åren
I mitten av 2006 var Gemmell på en resa till Alaska när han plötsligt kände ett obehag. Han återvände genast till Storbritannien där han genomgick en hjärtoperation på ett privat sjukhus i London. Inom två dagar var han tillbaka i sitt hem där han fortsatte sitt arbete.

### Bortgång
På morgonen den 28 juli 2006, fyra dagar före hans 57:e födelsedag, hittade Gemmells fru Stella honom framåtlutad vid sin dator, död av hjärtstillestånd. 
Vid tidpunkten för sin död höll Gemmell på att skriva den avslutande romanen i en alternativ historietrilogi baserat på Slaget vid Troja, han hade skrivit 70 000 ord. Bara ett par timmar efter makens död bestämmer sig Stella Gemmell att avsluta sin makes arbete. Hon var fast beslutad om att avsluta andra halvan av romanen med hjälp av hans synopsis och anteckningar och kontaktade Gemmells publicist två veckor begravningen och erbjöd sig att färdigställa boken. Som tidigare reporter och redigerare med författardrömmar, samt efter att ha varit involverad i sin makes skrivprocess under flera, år kände Stella Gemmell att hon var ”den enda som kunde göra det” Hon förberedde sig genom att läsa igenom sin makes samlade verk och bryta ner slagen i beståndsdelar för att kunna bygga sig egna. Troy: Fall of Kings publicerades under författarskap delat av David och Stella Gemmell.

### På svenska
- Legender från Drenai 
  - Belägringen
  - Tenaka skuggprinsen
  - Vandraren
  - Hjältarna från Bel-azar
  - Druss - Dödsvandraren
  - Jakten på Vandraren
  - Legenden om Dödsvandraren
  - Vinterkrigarna
  - Skuggornas vandrare
  - Den vita vargen
  - Natten och dagens svärd

- Riganterna
  - Stormsvärd
  - Midnattsfalken
  - Korphjärta
  - Stormryttaren

### På engelska
- Drenai Series
  - Legend (1984)
  - The King Beyond the Gate (1985) 
  - Waylander (1986) 
  - Quest for Lost Heroes (1990) 
  - Waylander II: In the Realm of the Wolf (1992) 
  - The First Chronicles of Druss the Legend (1993) 
  - The Legend of Deathwalker (1996) 
  - Winter Warriors (1996) 
  - Hero in the Shadows (2000) 
  - White Wolf (2003) 
  - The Swords of Night and Day (2004)

- Rigante series
  - Sword in the Storm (1999) 
  - Midnight Falcon (2000) 
  - Ravenheart (2001) 
  - Stormrider (2002)

- Stones Of Power/Sipstrassi tales
  - Ghost King (1988) 
  - Last Sword of Power (1988)

- Jon Shannow
  - Wolf in Shadow (1987) (first published as The Jerusalem Man) 
  - The Last Guardian (1989) 
  - Bloodstone (1994) 
    - Omnibus: The Complete Chronicles of the Jerusalem Man (1995)

- Hawk Queen series
  - Ironhand's Daughter (1995) 
  - The Hawk Eternal (1995)

- Fristående fantasytitlar
  - Knights of Dark Renown (1989) 
  - Morningstar (1992) 
  - Dark Moon (1997) 
  - Echoes of the Great Song (2002) 
  - The Lost Crown (1989) ISBN 0-09-173942-X

- Historisk fiktion
  - Troy series
    - Troy: Lord of the Silver Bow (2005)
    - Troy: Shield of Thunder (2006)
    - Troy: Fall of Kings (2007)

  - Greek series
    - Lion of Macedon (1990)
    - Dark Prince (1991)

- Kriminalromaner
  - White Knight, Black Swan (1993) (under pseudonymhet Ross Harding)